# Hyophorbe
Hyophorbe là một chi có khoảng 5 loài thực vật có hoa thuộc họ Arecaceae, bản địa của quần đảo Mascarene.

## Các loài
Chi này có các loài sau:
- Hyophorbe amaricaulis Mart. (1849)
- Hyophorbe indica Gaertn. (1791)
- Hyophorbe lagenicaulis (L.H.Bailey) H.E.Moore (1976)
- Hyophorbe vaughanii L.H.Bailey (1942)
- Hyophorbe verschaffeltii H.Wendl. (1866)

## Hình ảnh

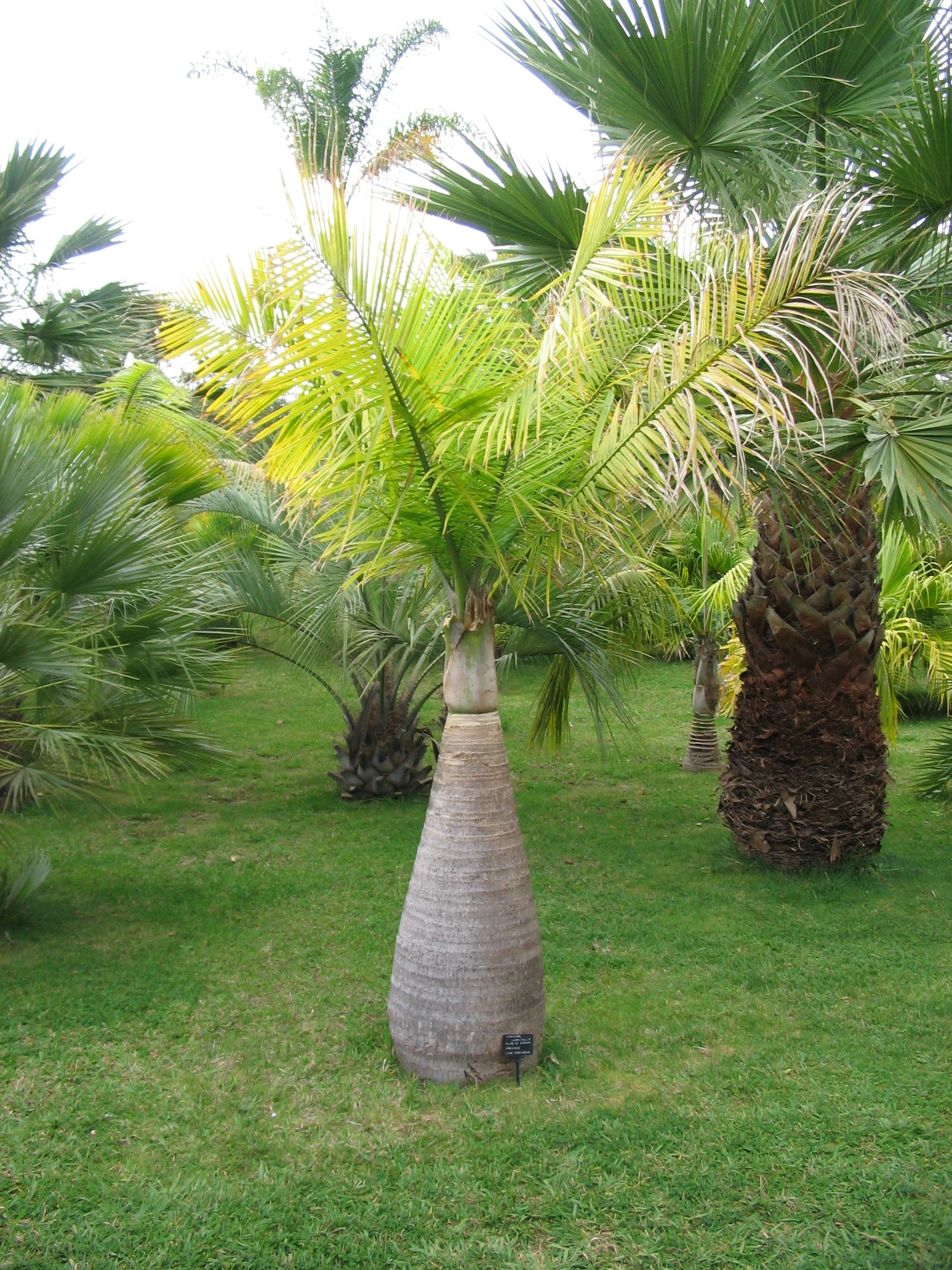
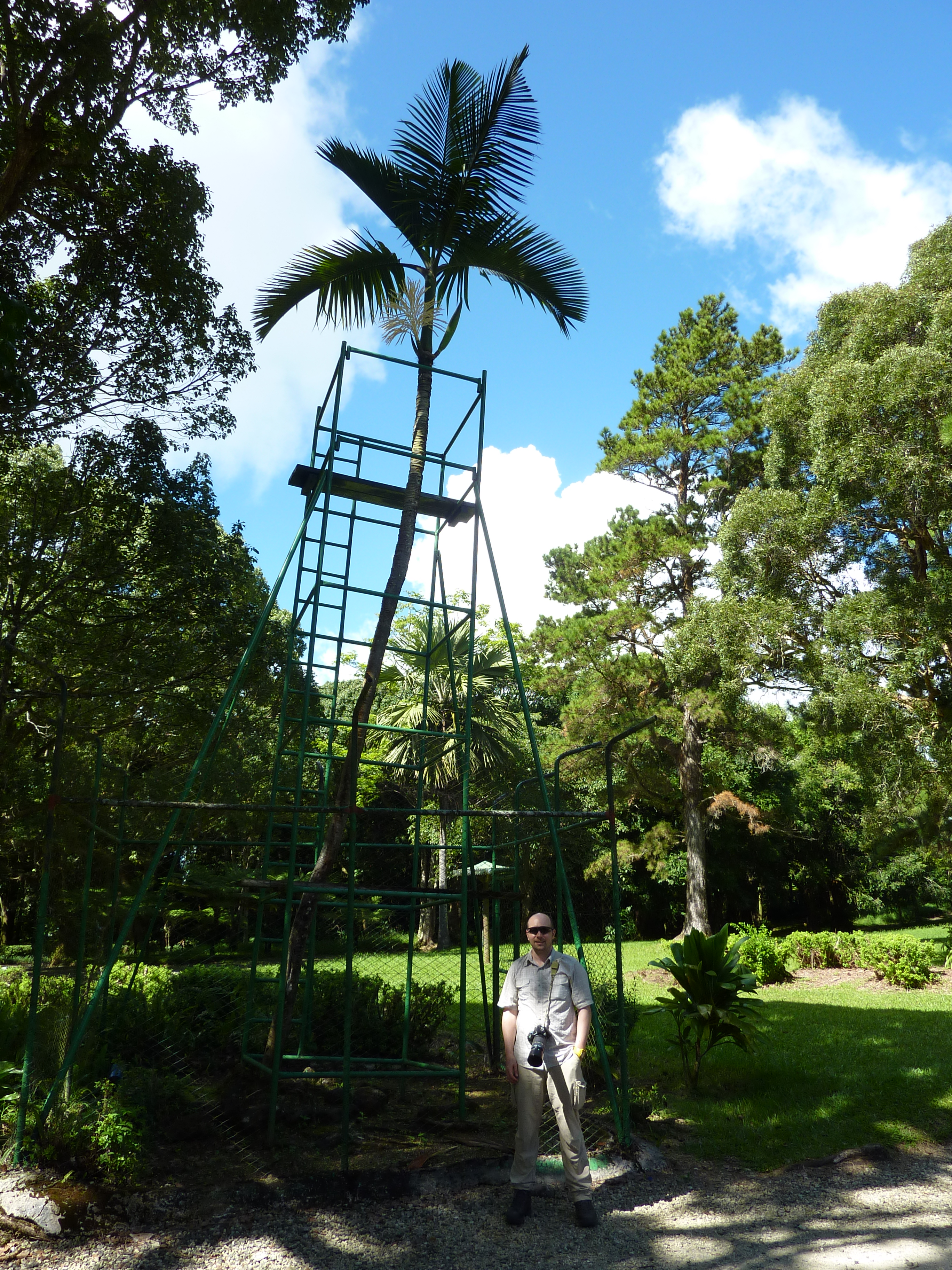